# Играта на Ендър
 Тази статия е за романа.  За филма от 2013 г. вижте Играта на Ендър (филм).  
„Играта на Ендър“ (на английски: Ender's Game) е един от най-известните фантастични романи на Орсън Скот Кард. Написан е през 1985 г. Разказва за едно изключително талантливо момче на име Андрю Уигин, наричан още и Ендър. Той е приет още на 6-годишна възраст във Военното училище на Международния флот, за да бъде обучен чрез игри да развие своите качества на военачалник. По-късно Ендър се оказва единствената надежда на човечеството във войната срещу извънземните нашественици.

## Сюжет
Внимание:  Текстът по-долу разкрива сюжета на произведението (или части от него)!
Ендър е трето дете в семейството и се стреми да е по-добър от всички, за да не бъде отхвърлен. Цялото семейство е било част от военната програма, но никой не е издържал първия етап от изпита. Сестра му е била твърде добродушна за подобно нещо, а брат му Питър бил просто агресор. Той обаче е интелектуалец, който опознава врага и успява да спре всяка война в училище. Именно това кара Командира на военното училище да го иска в програмата. Един ден той го посещава в дома му и иска да поговори насаме с него. Точно оттук започва огромната манипулация и използването му като биологично оръжие. Той успява да го убеди, че е създаден за това. Приемат го в космическата база и настройват останалите срещу него, но въпреки това той успява да създаде свой кръг. Блокират комуникациите с близките му под претекст, че те не разбират методите им, но всъщност по този начин могат по-лесно да го манипулират както си поискат. Скоро бива създадена и армия „Дракон“, на която Ендър става командир. Той и армията преодоляват всяко препятствие.
Идва време за симулациите и след безсънни нощи идва време за последната такава и след нея Ендър и екипът му ще бъдат начело на войната, стига да я издържат. След жертва на целия флот и оръжията, Ендър успява да взриви цялата планета и да убие всички врагове на Земята. Когато Ендър казва „Готови сме за войната“ след края на „симулацията“ разбира, че това всъщност е била истинската война, представена им като симулация. Това го съсипва, защото той е искал да го направи с по-мирни средства. В края той открива последното яйце-царица и посвещава живота си на това да обикаля Вселената и да му намери дом, далече от безмилостния командир и земята.